# St. Markus (Berlin-Mitte)

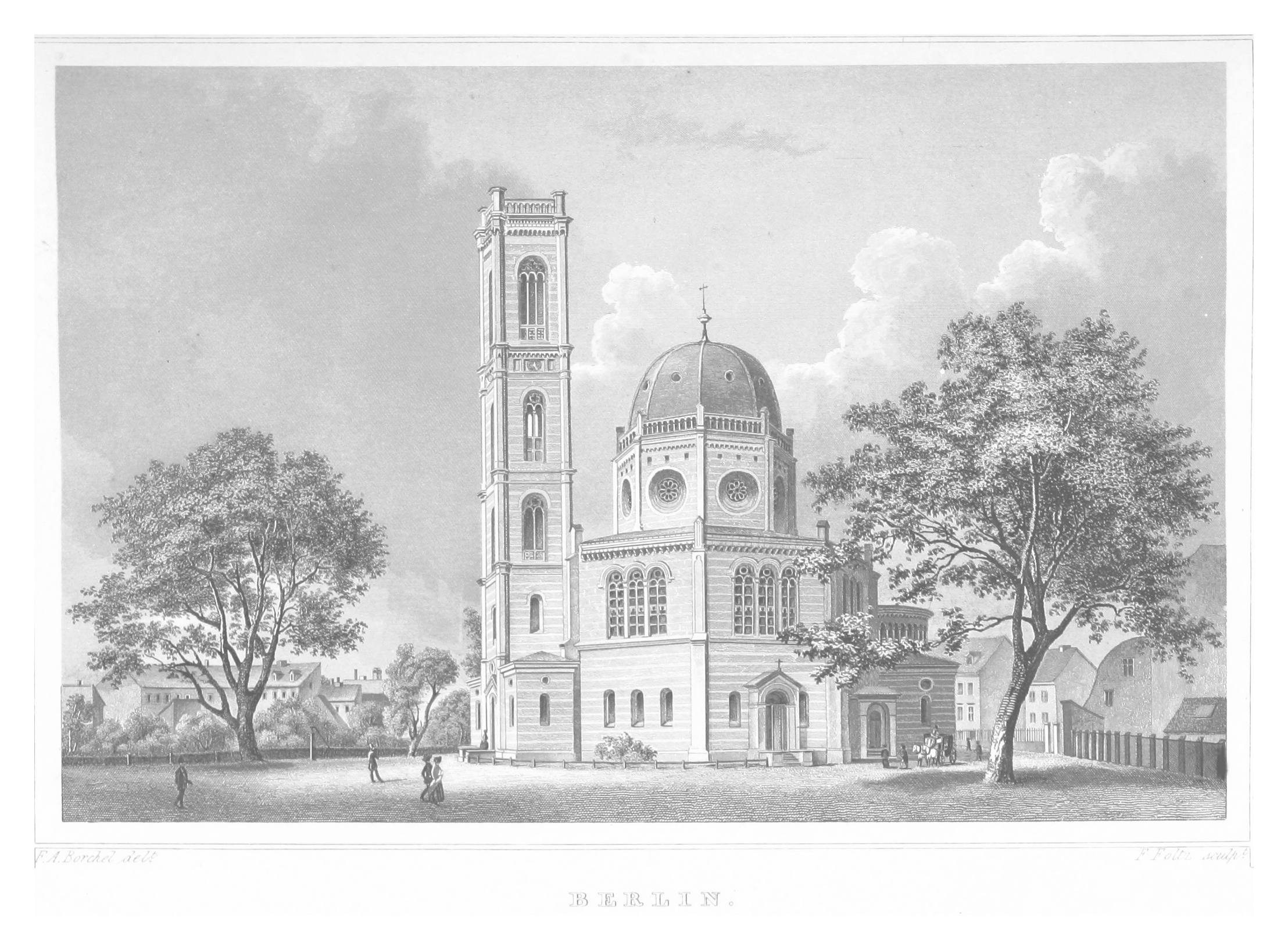
St. Markus-Kirche, 1852
Lithografie von Johann Gabriel Friedrich Poppel

Die St.-Markus-Kirche war eine evangelische Kirche im heutigen Berliner Ortsteil Mitte. Die St.-Markus-Gemeinde war die zu dieser Pfarrkirche gehörige Gemeinde. Die heutige St.-Markus-Gemeinde ist eine Fusionsgemeinde, in der die St.-Markus-Gemeinde von vor 1945 aufgegangen ist.
Die St.-Markus-Kirche stand an der nicht mehr existierenden Weberstraße in der Nähe des heutigen Strausberger Platzes, an der Grenze zu Friedrichshain. Ihr Standort ist heute von der Weydemeyerstraße überbaut.
Bei einem amerikanischen Luftangriff im Mai 1944 wurde die Kirche fast vollständig zerstört. Die Ruine wurde im Zuge der sozialistischen Umgestaltung des Viertels erst 1957 beseitigt.

## Architektur
Die St.-Markus-Kirche wurde als Backsteinbau nach Entwürfen Friedrich August Stülers durch den Architekten Georg Erbkam erbaut. Der ursprüngliche Entwurf Gotthilf Louis Runges wurde dabei deutlich verändert. Der achteckige Zentralbau mit Apsis nimmt sich die norditalienische Renaissance des 15. Jahrhunderts, insbesondere den Dom zu Florenz, als Vorbild. Vertikal durch Lisenen und horizontal durch breite dunkle Streifen aus Ziegeln gegliedert, wurde die Kirche durch einen nachträglich angebauten, 59,63 m hohen Turm im Westen ergänzt, der fünf Geschosse umfasste und flachgedeckt war. Dieser Glockenturm wurde auf Wunsch König Friedrich Wilhelms IV. errichtet, der einen Teil der Kosten trug. Der König hatte insgesamt maßgeblich zur Änderung der ursprünglichen Bauplanungen beigetragen.
Im Innern wurde der Mittelraum durch acht fast 13 m hohe Säulen aus Sandstein getragen. Den etwa 47 m hohe Kuppelraum überragte eine gewölbte Kuppel mit einem Durchmesser von beinahe 50 m. Die Altarnische war geprägt von Freskomalereien aus den Händen von August Theodor Kaselowsky, Julius Schrader und Karl Stürmer, die neben dem segnenden Christus die vier Evangelisten zeigten. Die mit Sternen verzierte Kuppel enthielt allegorische Figuren von Engeln, geschaffen von Wilhelm Peters und Hermann Schultz.
1908 wurden umfangreiche Sanierungen und Umgestaltungen unter Federführung von Regierungsbaudirektor Julius Kohte durchgeführt.

## Geschichte

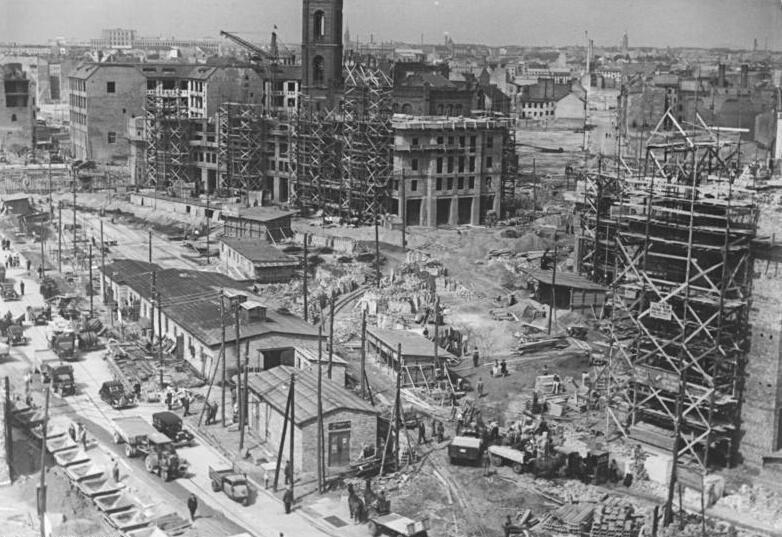
Bau der Stalinallee und des Strausberger Platzes, 1952. Im Hintergrund die Ruine der Markus-Kirche

Die Kirche wurde zwischen 1848 und 1855 als Gotteshaus der Tochtergemeinde der Georgengemeinde auf dem alten Georgenkirchhof errichtet. Der Grundstein wurde am 16. Oktober 1848 gelegt. Am selben Tag schossen Angehörige der Bürgerwehr auf aufständische Arbeiter, von der königlichen Familie war aufgrund der unruhigen Lage niemand bei der Grundsteinlegung dabei. Am 11. Dezember 1849 wurde das Kirchendach mit Kuppel aufgestellt. In der Folgezeit kam es jedoch zu finanziellen Engpässen. Erst am 28. Oktober 1855 fand die Einweihung statt, erneut ohne den König, der gesundheitlich angeschlagen war. Die Kirche wurde 1855 ausgestattet mit einer Orgel von Carl August Buchholz, die zwei Manuale, Pedal und 30 Register besaß.
Insgesamt fielen Baukosten in Höhe von 134.000 Talern an, davon steuerte der Berliner Magistrat 69.000 Taler und der preußische Staat 39.000 Taler bei.
Die im ärmeren Teil der Hauptstadt gelegene Gemeinde konnte am Ende des 19. Jahrhunderts die Pastorengehälter nicht immer pünktlich zahlen, und der ursprüngliche Wunsch Friedrich Wilhelms IV., die neuen Vorstadtkirchen möchten eine Art Rechristianisierung der Arbeiterschaft fördern, erfüllte sich auch nicht. 1876 wurde mit Geldern der Stadt ein Pfarrhaus errichtet.
Die Markus-Gemeinde wuchs in den Jahrzehnten nach dem Bau der Kirche so stark, dass sie schließlich nicht weniger als 130.000 Menschen umfasste. Daher wurde die Abgliederung von drei neuen Kirchengemeinden beschlossen, für die in der ersten Hälfte der 1890er-Jahre auch jeweils Kirchenbauten im heutigen Ortsteil Friedrichshain entstanden. Es waren dies die Samariterkirche an der heutigen Samariterstraße, die Auferstehungskirche an der Friedenstraße und die Lazaruskirche an der heutigen Grünberger Straße. Derweil die ersten beiden Kirchenbauten erhalten geblieben sind, wurde der bereits 1905–1907 errichtete und wegen seiner Größe später als „Dom des Ostens“ bezeichnete Neubau der Lazaruskirche nach schwerer Beschädigung im Zweiten Weltkrieg 1949 gesprengt und ist nicht wieder aufgebaut worden.
Zwischen 1893 und 1913 war der liberale Theologe Max Fischer, ein Vertreter des Kulturprotestantismus, Pastor in St. Markus.
1900 bekam die Kirche eine neue Orgel von Wilhelm Sauer mit zwei Manualen und 34 Registern.
Im Zweiten Weltkrieg wurde die gesamte Umgebung schwer zerstört und die Ruine der Kirche 1957 abgetragen. Nach der Zerstörung der Kirche und den politischen Veränderungen wurde das Gebiet der St.-Markus-Gemeinde Teil der St.-Andreas-Gemeinde. Der Name St. Markus verschwand damit für rund 60 Jahre aus der Gemeindelandschaft von Friedrichshain. 2006 fusioniere die St.-Andreas-Gemeinde mit der östlich angrenzenden Lazarus-Gemeinde. Die deutlich größere Fusionsgemeinde erhielt erneut den Namen St-Markus-Gemeinde. Die neue St.-Markus-Gemeinde verfügt über keine eigene Kirche, sondern hat Kirchsäle in den Gemeindehäusern.